# 小尾かなよ
小尾 かなよ（おび かなよ、1984年12月6日 - ）は、日本のタレント、読者モデル。東京都出身。
日本女子大学家政学部児童学科卒。元セント・フォース所属。身長150cm、血液型A型。

## 出演

### テレビ
- ウエンズデー J-POP（NHK-BS2）
- ファーストクラス（テレビ神奈川）
- オンタマーシャル（オンタマ内CM）（テレビ朝日）

### 雑誌
- JJ（光文社）読者モデル